# Liste der Naturdenkmale in Dormettingen
| Naturdenkmale | Anzahl |
| ------------- | ------ |
| FND           | 0      |
| END           | 1      |
| Gesamt        | 1      |

Die Liste der Naturdenkmale in Dormettingen nennt die verordneten Naturdenkmale (ND) der im baden-württembergischen Zollernalbkreis liegenden Gemeinde Dormettingen. In Dormettingen gibt es insgesamt ein als Naturdenkmal geschützte Objekte, es gibt kein flächenhaftes Naturdenkmal (FND), lediglich ein Einzelgebilde-Naturdenkmal (END).
Stand: 31. Oktober 2016.

## Einzelgebilde (END)
| Name                      | Bild | Kennung     | Einzelheiten | Position | Fläche Hektar | Datum         |
| ------------------------- | ---- | ----------- | ------------ | -------- | ------------- | ------------- |
| 3 Kastanien mit Feldkreuz |      | 84170150304 | Dormettingen | ⊙        | 0,0           | 15. Feb. 2000 |
| Legende für Naturdenkmal  |      |             |              |          |               |               |